# Svart biätare
Svart biätare (Merops gularis) är en fågel i familjen biätare inom ordningen praktfåglar.

## Utseende och läte
Svart biätare verkar helvart på håll, men i bra ljus syns lysande röd strupe och elektriskt blått på buk, undre stjärttäckare och i fläckar på bröstet. Fåglar i västra delen av utbredningsområdet har ett blåkantat svart ögonstreck. Lätet är ett vasst "ji-lip!" som dock sällan hörs.

## Utbredning och systematik
Svart biätare delas in i två underarter:
- Merops gularis gularis – förekommer i regnskogarna från Sierra Leone till Cross River i Nigeria.
- Merops gularis australis – förekommer från Cross River till Uganda och norra Angola

## Status och hot
Arten har ett stort utbredningsområde, men tros minska i antal, dock inte tillräckligt kraftigt för att den ska betraktas som hotad. Internationella naturvårdsunionen IUCN listar arten som livskraftig (LC). Världspopulationen har inte uppskattats men den beskrivs som vida spridd och frekvent förekommande.